# Piotr Kolomine
Piotr Ivanovitch Kolomine (en russe : Пётр Иванович Коломин) est un aviateur soviétique, né le 2 octobre 1910 et décédé le 7 avril 1990. Pilote de chasse et As de la Seconde Guerre mondiale, il fut distingué par le titre de Héros de l'Union soviétique.

## Carrière
Piotr Kolomine est né le 2 octobre 1910 à Melekes, aujourd'hui Dimitrovgrad, dans l'actuelle oblast d'Oulianovsk. Après sept années se scolarité, il travailla dans une filature de lin. Il s'engagea dans l'Armée rouge en 1931 et fut breveté pilote au collège militaire de l'Air d'Orenbourg en 1933. Il était membre du PCUS depuis 1932.
Après avoir participé à la Guerre d'Hiver, en 1939-1940, contre la Finlande, il se trouva en première ligne lors de l'invasion allemande de l'Union soviétique. Il devait plus tard, en tant que major (commandant), recevoir le commandement du 162.IAP (régiment de chasse aérienne) et en 1945, nommé podpolkovnik (lieutenant-colonel), il combattait au sein du deuxième front biélorusse.
Après la guerre, il continua à servir dans les forces aériennes soviétiques jusqu'en 1947. Il vécut ensuite à Kouïbychev, aujourd'hui Samara, où il est décédé le 7 avril 1990.

## Palmarès et décorations

### Tableau de chasse
Piotr Kolomine est crédité de 23 victoires homologuées, dont 16 individuelles et 7 en coopération, obtenues au cours de 326 missions et 75 combats aériens.

### Décorations
- Héros de l'Union soviétique le 18 août 1945 ;
- Deux fois décoré de l'ordre de Lénine ;
- Deux fois décoré de l'ordre du Drapeau rouge ;
- Ordre de Souvorov de 3e classe ;
- Deux fois décoré de l'ordre de la Guerre Patriotique ;
- Deux fois décoré de l'ordre de l'Étoile rouge.